# Robert Morris

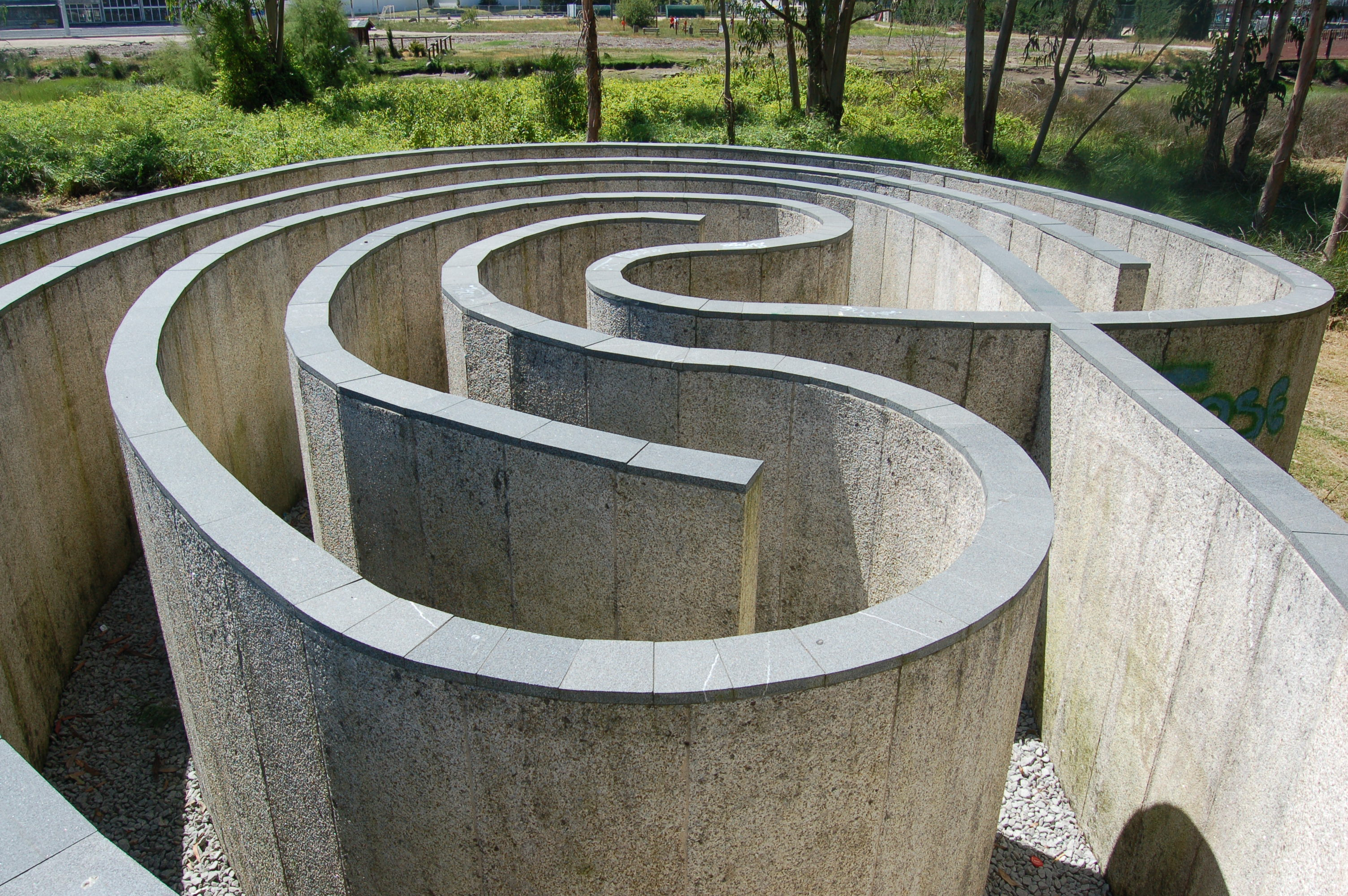
Laberint a Pontevedra, Galícia

Robert Morris (Kansas City, Missouri, 9 de febrer de 1931 - Kingston, Nova York, 28 de novembre de 2018) fou un artista visual, artista conceptual i escriptor estatunidenc. Amb Donald Judd, és considerat un dels principals exponents i teòrics del minimalisme, però també va fer importants contribucions al desenvolupament de conceptes d'art de la performance, la instal·lació artística i l'art natura.

## Obra
| «                                                                              | El treball de Robert Morris és fonamentalment teatral […] el seu teatre és un teatre de la negació: la negació del concepte d'avantguarda de l'originalitat, la negació de la lògica racional i la negació de la voluntat d'assignar significats culturals uniforme a diferents fenòmens, la negació d'una visió del món que no es fia del que és desconegut o no convencional . | » |
| — Maurice Berger, Labyrinths : Robert Morris, Minimalism, and the 1960s, p. 3. | |   |

El sentit de les obres és obrir un debat sobre l'«antiforme». Per exemple, Wall Hanging (Tenture, 1969-1970, Museu d'Art Modern de París), consisteix en una peça rectangular de feltre, dividida en diversos talls horitzontals paral·lels, i suspesa per les cantonades superiors: la gravetat distorsiona aleshores el feltre i determina la forma final de l'obra.
El 1967, Morris va realitzar Steam, un dels primers exemples de l'art natura. Des de finals de 1960, exposa la seva obra a nombrosos museus dels Estats Units, que és objecte de la crítica en particular Clement Greenberg. Augmenta l'escala del seu treball, omplint les galeries amb tota una sèrie d'unitats modulars o muntanyes de terra. El 1971, va dissenyar una instal·lació a la Tate Gallery de Londres, on va omplir la galeria completa amb escultures centrals de plans inclinats i de cubs.
Les intervencions en el paisatge marquen durant els anys 1970, el desig d'anar més enllà de l'estret camp de l'escultura.
A la fi de 1970, Morris s'inclina cap a l'art figuratiu, cosa que va sorprendre molts dels seus seguidors. Les seves obres amb accents dramàtics i barrocs estan freqüentment inspirades per la temor de l'Apocalipsi nuclear.
A la dècada del 1990, s'interessa novament pels seus primers treballs, amb la supervisió de la reconstrucció i instal·lació de peces perdudes. Vivia i treballava a Nova York.